# Montenegrinischer Fußballpokal 2017/18
Der Montenegrinischer Fußballpokal 2017/18 (Kup Crne Gore) war die zwölfte Austragung des Pokalwettbewerbs im Fußball in Montenegro seit der Unabhängigkeit im Juni 2006. Pokalsieger wurde der FK Mladost Podgorica, der sich im Finale gegen den FK Igalo 1929 durchsetzte. Titelverteidiger FK Sutjeska Nikšić war im Viertelfinale gegen den FK Budućnost Podgorica ausgeschieden.
Durch den Sieg im Finale qualifizierte sich Mladost unter dem Namen OFK Titograd für die 1. Qualifikationsrunde der UEFA Europa League 2018/19.

## Modus
In der 1. Runde wurde der Sieger in einem Spiel ermittelt. Stand es nach der regulären Spielzeit von 90 Minuten unentschieden, kam es ohne Verlängerung direkt zum Elfmeterschießen.
Im Achtel-, Viertel- und Halbfinale wurden die Sieger in Hin- und Rückspiel ermittelt. Bei Torgleichheit entschied zunächst die Anzahl der auswärts erzielten Tore, danach ohne Verlängerung ein Elfmeterschießen.
Das Finale wurde dagegen im Falle eines Remis zunächst verlängert und gegebenenfalls durch Elfmeterschießen entschieden.

## Teilnehmende Teams
| Prva Liga (10) | Druga Liga (12) | Treća Liga (6) |
| --- | --- | --- |
| - FK Budućnost Podgorica - FK Dečić Tuzi - FK Grbalj Radanovići - FK Iskra Danilovgrad - FK KOM Podgorica - FK Mladost Podgorica - OFK Petrovac - FK Rudar Pljevlja - FK Sutjeska Nikšić - FK Zeta Golubovci | - FK Berane - FK Bokelj Kotor - FK Čelik Nikšić - FK Cetinje - FK Ibar Rožaje - FK Igalo 1929 - FK Jedinstvo Bijelo Polje - FK Jezero Plav - FK Lovćen Cetinje - FK Mladost Lješkopolje - FK Mornar Bar - FK Otrant-Olympic Ulcinj | - FK Pljevlja 1997 (Sieger Nord) - OFK Borac Bijelo Polje (Finalist Nord) - Crvena Stijena Podgorica (Sieger Zentrum) - FK Ribnica (Finalist Zentrum) - FK Arsenal Tivat (Sieger Süd) - FK Sloga Radovići (Finalist Süd) |

## 1. Runde
Die letztjährigen Halbfinalisten FK Sutjeska Nikšić, FK Grbalj Radanovići, FK Iskra Danilovgrad und FK Rudar Pljevlja erhielten ein Freilos.
| Datum      |                          | Ergebnis |                           |
| ---------- | ------------------------ | -------- | ------------------------- |
| 23.08.2017 | FK Dečić Tuzi            | 3:1      | FK Jezero Plav            |
| 23.08.2017 | FK Zeta Golubovci        | 2:1      | FK Mladost Lješkopolje    |
| 23.08.2017 | FK Budućnost Podgorica   | 5:0      | FK Jedinstvo Bijelo Polje |
| 23.08.2017 | FK KOM Podgorica         | 2:3      | FK Berane                 |
| 23.08.2017 | FK Ibar Rožaje           | 2:1      | OFK Petrovac              |
| 23.08.2017 | FK Mladost Podgorica     | 9:1      | FK Čelik Nikšić           |
| 23.08.2017 | OFK Borac Bijelo Polje   | 0:3      | FK Igalo 1929             |
| 23.08.2017 | FK Arsenal Tivat         | 1:3      | FK Mornar Bar             |
| 23.08.2017 | FK Pljevlja 1997         | 1:3      | FK Otrant-Olympic Ulcinj  |
| 23.08.2017 | Crvena Stijena Podgorica | 1:0      | FK Cetinje                |
| 24.08.2017 | FK Sloga Radovići        | 1:6      | FK Lovćen Cetinje         |
| 24.08.2017 | FK Ribnica               | 1:7      | FK Bokelj Kotor           |

## Achtelfinale
| Datum             |                          | Gesamt    |                      | Hinspiel | Rückspiel |
| ----------------- | ------------------------ | --------- | -------------------- | -------- | --------- |
| 13.09./26.09.2017 | FK Rudar Pljevlja        | 0:4       | FK Sutjeska Nikšić   | 0:0      | 0:4       |
| 02.11./30.11.2017 | FK Lovćen Cetinje        | (a)2:2(a) | FK Berane            | 0:1      | 2:1       |
| 13.09./27.09.2017 | FK Grbalj Radanovići     | 2:1       | FK Bokelj Kotor      | 2:1      | 0:0       |
| 13.09./27.09.2017 | FK Otrant-Olympic Ulcinj | 1:2       | FK Ibar Rožaje       | 0:2      | 1:0       |
| 13.09./27.09.2017 | FK Budućnost Podgorica   | 4:0       | FK Iskra Danilovgrad | 2:0      | 2:0       |
| 13.09./27.09.2017 | Crvena Stijena Podgorica | 1:6       | FK Igalo 1929        | 0:1      | 1:5       |
| 13.09./27.09.2017 | FK Dečić Tuzi            | 4:6       | FK Mornar Bar        | 1:2      | 3:4       |
| 13.09./27.09.2017 | FK Mladost Podgorica     | 6:1       | FK Zeta Golubovci    | 4:0      | 2:1       |

## Viertelfinale
| Datum             |                        | Gesamt |                      | Hinspiel | Rückspiel |
| ----------------- | ---------------------- | ------ | -------------------- | -------- | --------- |
| 01.11./22.11.2017 | FK Budućnost Podgorica | 3:0    | FK Sutjeska Nikšić   | 2:0      | 1:0       |
| 01.11./22.11.2017 | FK Mornar Bar          | 0:5    | FK Mladost Podgorica | 0:2      | 0:3       |
| 01.11./22.11.2017 | FK Igalo 1929          | 3:2    | FK Lovćen Cetinje    | 0:1      | 3:1       |
| 01.11./22.11.2017 | FK Ibar Rožaje         | 0:6    | FK Grbalj Radanovići | 0:4      | 0:2       |

## Halbfinale
| Datum             |                        | Gesamt          |                      | Hinspiel | Rückspiel |
| ----------------- | ---------------------- | --------------- | -------------------- | -------- | --------- |
| 18.04./02.05.2018 | FK Budućnost Podgorica | 3:3 (3:4 i. E.) | FK Mladost Podgorica | 1:2      | 2:1       |
| 18.04./02.05.2018 | FK Igalo 1929          | (a)1:1(a)       | FK Grbalj Radanovići | 0:0      | 1:1       |

## Finale
| Paarung              | FK Mladost Podgorica – FK Igalo 1929 |
| Ergebnis             | 1:0 (0:0) |
| Datum                | 30. Mai 2018 um 20:30 Uhr MESZ |
| Stadion              | Gradski Stadion pod Goricom, Podgorica |
| Zuschauer            | 5.500 |
| Schiedsrichter       | Mileta Šćepanović |
| Tore                 | 1:0 Adrović (54.) 2:0 Adrović (57.) |
| FK Mladost Podgorica | Damir Ljuljanović – Stefan Cicmil, Ivan Novović, Marko Roganović, Jovan Nikolić – Marko Ćetković, Stefan Bukorac, Vojin Pavlović (46. Mirko Raičević), Marko Milićković (79. Marko Gašević) – Admir Adrović (90.+1' Luka Ratković) Cheftrainer: Aleksandar Miljenović     |
| FK Igalo 1929        | David Bjelica – Nenad Matić, Marko Đukanović, Miodrag Koprivica, Jovan Simović – Miloš Pavićević (65. Rajko Leković), Bojan Kopitović, Mladen Vučić, Andrija Bakrač – Žarko Vilotijević (71. Boban Đorđević), Luka Šofranac (17. Milo Đurković) Cheftrainer: Dušan Jevrić |